# 仏眼院 (各務原市)

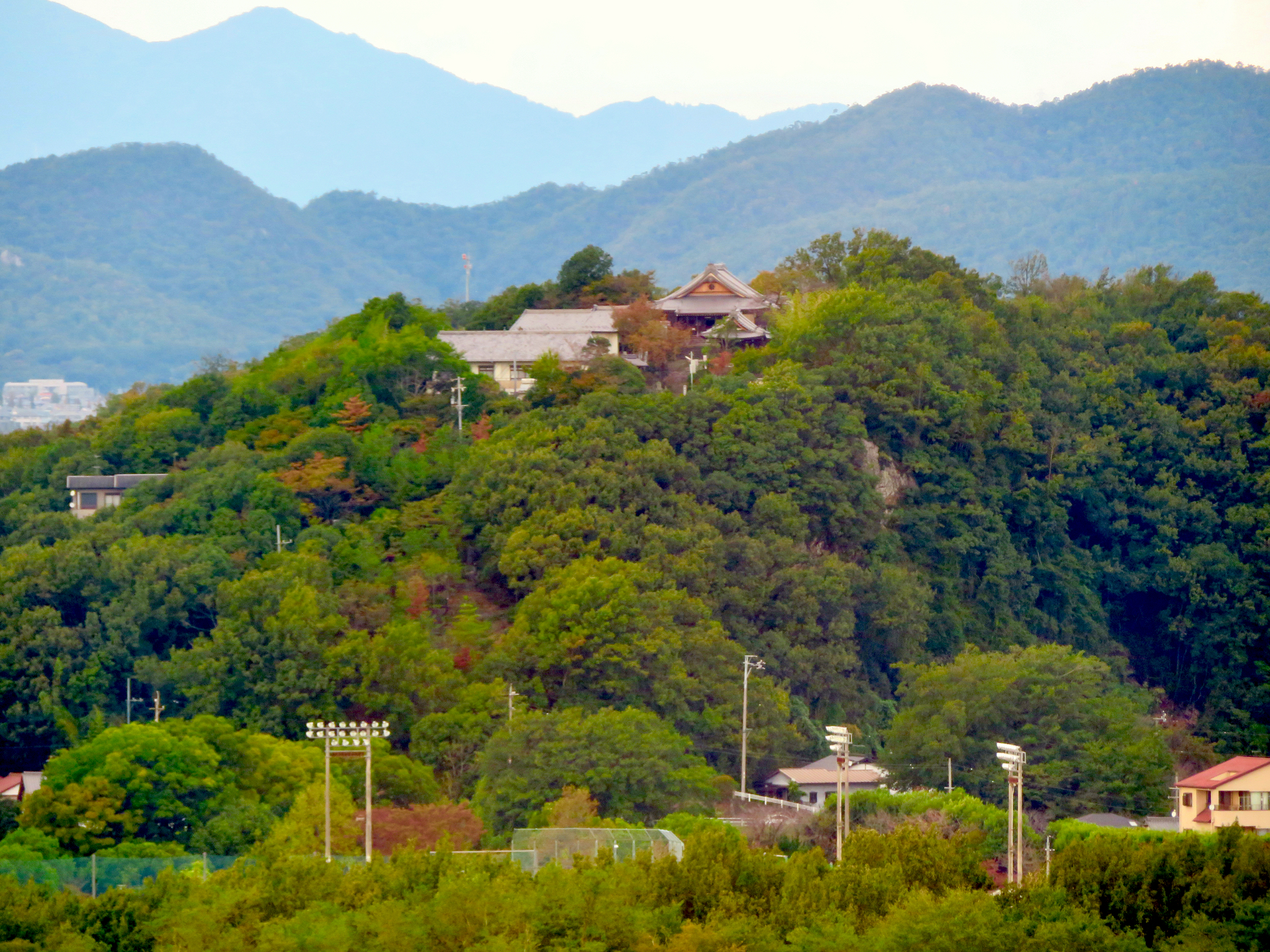
不動山の上にある仏眼院（すいとぴあ江南から撮影）

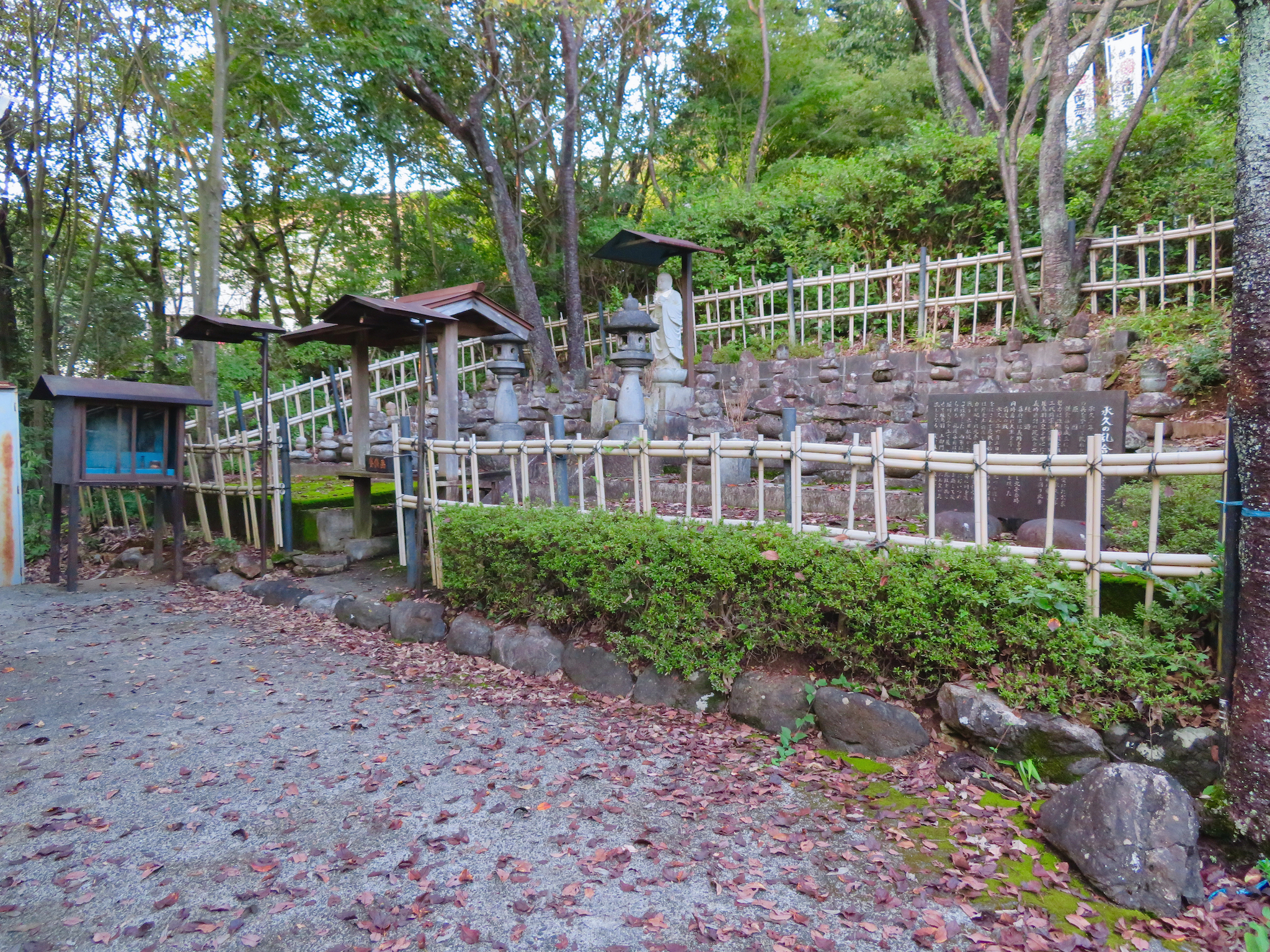
承久の乱　供養塔

仏眼院（佛眼院、ぶつがんいん）は、岐阜県各務原市前渡西町にある真言宗醍醐派の寺院である。

## 概要
山号は矢熊山。
通称「前渡不動尊（まえどふどうそん）」。正式名称より通称で呼ばれる事が多い。眼病治癒にご利益があるという。
本尊は不動明王は千葉県成田山の分身。
美濃四国札所第二十五札所。

## 沿革
前渡の旗本坪内家の家臣・山本軍八郎藤原盛行の一子・秀之助が盲目となり成田不動に眼病治癒を祈願し開眼。その報恩のために成田不動於いて得度を受け僧名を明心と改名。
1890年（明治23年）、標高87mの矢熊山（現在の不動山）の山頂付近に二間四面の仮堂を建て、諸人の厄除の霊場となる。
1891年（明治24年）、京都市醍醐山にあった土御門天皇1203年（建仁3年）創建による豊臣秀吉の祈願所・仏眼院を移転、安置し奉る。
1927年（昭和2年）、岐阜県の十名所に選ばれる。
現在の本堂は1900年（明治33年）に再建、1910年（明治43年）には鐘楼堂、1928年（昭和3年）に弘法堂を建立。
仏眼院開山：明心、二代目：了明、三代目：了英、四代目：心行 5代目：優王。

## 所在地
- 岐阜県各務原市前渡西町6丁目1975

## 交通アクセス
- 名鉄各務原線 二十軒駅より約4km。
- 各務原市ふれあいバス：稲羽線「前渡不動前」バス停下車。
  - 名鉄各務原線 各務原市役所前駅、三柿野駅より路線バスがある。

## その他
- 承久の乱合戦供養塔
- 矢熊山山頂には高さ2メートルの開山碑「開山明心之碑」がある。